# Filosofins elände
Filosofins elände är en bok skriven av Karl Marx åren 1846–1847. Det franska originalets titel är Misère de la philosophie. I boken kritiserar Marx Pierre-Joseph Proudhons då nyligen utgivna bok Système des Contradictions èconomiques ou Philosophie de la Misère. I sin skrift utlägger Marx sin och Friedrich Engels materialistiska historiesyn i kontrast till Proudhons filosofiska och samhällsvetenskapliga teorier som förbjuder strejk, med citat av George Sand och John Gray. Engels har också skrivit ett förord till boken.
Boken inleds bland annat med en kritisk kommentar gentemot Proudhons Système des Contradictions èconomiques ou Philosophie de la Misère.
| ”           | "Herr Proudhons verk är inte helt enkelt en avhandling i politiska ekonomi, en vanlig bok, det är en bibel: mysterier, hemligheter gripna ur guds sköte, uppenbarelser – ingenting i den vägen saknas. Men eftersom i våra dagar profeterna prövas samvetsgrannare än de världsliga författarna, måste läsaren finna sig i att med oss genomlida Genesis' torra och dunkla lärdom för att sedan tillsammans med Proudhon höja upp sig i "översocialismens" eteriska och fruktbara ängder" | „ |
| – Karl Marx | |   |

## Bakgrund
Innan boken skrevs hade Marx överlagt flitigt med Proudhon i syfte att övertyga honom om att hans egen position var den rätta; Proudhon var dock inte på kompromisshumör. Resultatet blev Filosofins elände.

## Innehåll

### Kapitel 1:En vetenskaplig upptäckt
- §1: Motsättningen bruksvärde-bytesvärde
- §2: Det konstituerade eller syntetiska värdet
- §3: Tillämpningen av lagen om värdets proportionalitet

### Kapitel 2:Den politiska ekonomins metafysik
- §1: Metoden (sju anmärkningar följer)
- §2: Arbetsdelning och maskiner
- §3: Konkurrens och monopol §4:jordegendomen eller jordräntan §5:strejkerna och arbetarkoalitionerna